# Weltmeisterschaften im Bogenschießen 2009
Die Weltmeisterschaften im Bogenschießen 2009 wurden vom 1. bis 9. September in Ulsan, Südkorea ausgetragen.

## Ergebnisse

### Recurvebogen
| Disziplin         | Gold                                             | Silber                                                           | Bronze                                                     |
| ----------------- | ------------------------------------------------ | ---------------------------------------------------------------- | ---------------------------------------------------------- |
| Männer Einzel     | Lee Chang-hwan                                   | Im Dong-hyun                                                     | Wiktor Ruban                                               |
| Frauen Einzel     | Joo Hyun-jung                                    | Kwak Ye-ji                                                       | Natalia Sánchez                                            |
| Männer Mannschaft | Südkorea Im Dong-hyun Lee Chang-hwan Oh Jin-hyek | Frankreich Thomas Aubert Romain Girouille Jean-Charles Valladont | Japan Hideki Kikuchi Hiroshi Yamamoto Horiyuki Yoshinaga   |
| Frauen Mannschaft | Südkorea Joo Hyun-jung Kwak Ye-ji Yun Ok-hee     | Japan Miki Kanie Asako Matsunaga Sayami Matsushita               | Russland Tatjana Borodai Natalja Erdynijewa Tatjana Segina |

### Compoundbogen
| Disziplin         | Gold                                                                    | Silber                                                       | Bronze                                                          |
| ----------------- | ----------------------------------------------------------------------- | ------------------------------------------------------------ | --------------------------------------------------------------- |
| Männer Einzel     | Reo Wilde                                                               | Liam Grimwood                                                | Stephen Clifton                                                 |
| Frauen Einzel     | Albina Loginowa                                                         | Jorina Coetzee                                               | Laura Longo                                                     |
| Männer Mannschaft | Vereinigte Staaten Dave Cousins Braden Gellenthien Reo Wilde            | Russland Wladimir Fedosow Dansan Jaludorow Anton Chlyschenko | El Salvador Roberto Hernández Rigoberto Hernandez Jorge Jimenez |
| Frauen Mannschaft | Russland Wiktorija Balschanowa Jekaterina Korobejnikowa Albina Loginowa | Südkorea Kwon Oh-hyang Seo Jung-hee Seok Ji-hyun             | Erika Anschutz Kendal Nicely Diane Watson                       |

## Medaillenspiegel
| Platz  | Land               | Gold | Silber | Bronze | Gesamt |
| ------ | ------------------ | ---- | ------ | ------ | ------ |
| 1      | Südkorea           | 4    | 3      | –      | 7      |
| 2      | Russland           | 2    | 1      | 1      | 4      |
| 3      | Vereinigte Staaten | 2    | –      | 1      | 3      |
| 4      | Japan              | –    | 1      | 1      | 2      |
| 5      | Frankreich         | –    | 1      | –      | 1      |
| 5      | Großbritannien     | –    | 1      | –      | 1      |
| 5      | Südafrika          | –    | 1      | –      | 1      |
| 8      | El Salvador        | –    | –      | 1      | 1      |
| 8      | Italien            | –    | –      | 1      | 1      |
| 8      | Kolumbien          | –    | –      | 1      | 1      |
| 8      | Neuseeland         | –    | –      | 1      | 1      |
| 8      | Ukraine            | –    | –      | 1      | 1      |
| Gesamt | Gesamt             | 8    | 8      | 8      | 24     |